# Valle del Río Ruso (AVA)
El Russian River Valley AVA es un Área Vitícola Americana (AVA) en el Condado de Sonoma, California. Centrado alrededor del río Ruso, el valle del Río Ruso AVA representa aproximadamente una sexta parte del total del viñedo plantado en el Condado de Sonoma. La denominación AVA se concedió en 1983 y fue ampliada en 2005. El área en general se sitúa entre Sebastopol y Santa Rosa en el sur, y Forestville y Healdsburg en el norte. El Valle del Río Ruso tiene un clima fresco, una zona muy afectada por la niebla generada por la proximidad del valle al océano Pacífico. La zona es conocida por su éxito con las varietales frescas, especialmente Pinot noir y Chardonnay.